# Elena Raffalovich
Elena Raffalovich (Odessa, 22 maggio 1842 – Firenze, 29 novembre 1918) è stata una pedagogista, intellettuale e froebeliana russa.

## Biografia
Fu la terzogenita di Leone Raffalovich (Odessa, 1813 - Parigi, 17 febbraio 1879), ricco possidente ebreo, e di Rosette (Rosa) Mondel Loevensohn (1807-1895). La famiglia si trasferisce a Parigi. La sorella maggiore Maria Raffalovich sposata allo zio Hermann è madre di Marc André Raffalovich e grande amica di Claude Bernard. Sarà la sorella Maria, interessata alla scienza filologica nascente a segnalare alla giovane Elena gli scritti filologici di Domenico Comparetti, giovane rampante studioso di tradizioni e mitologia greca. Nel 1863 Elena giunge a Livorno insieme al padre Leone e conosce Domenico Comparetti di persona, se ne innamora appassionatamente e nell'arco di pochi mesi lo sposa sperando di condividere con lui la vita intellettuale della città universitaria di Pisa, dove il promesso ha una cattedra di lettere antiche.
Presto delusa dall'ambiente universitario poco incline ad accettare l'intelligenza femminile nelle proprie file, Elena dà alla luce la figlia Laura (1865-1913). I periodi di depressione si alternano al crescente interesse per l'educazione infantile che si sta sviluppando in Italia in quegli anni. Viene a conoscenza dei metodi froebeliani ed entra in contatto con la baronessa Bertha von Marenholtz-Bülow, divulgatrice delle teorie educative froebeliane e dei giardini d'infanzia. Sono gli anni dell'unità d'Italia, le donne borghesi trovano spazio intellettuale nell'unica attività che le vede riconosciute come “naturalmente” preparate: quella dell'educazione infantile. L'obbiettivo di liberare le masse lavoratrici femminili dall'accudimento dei figli durante i lunghi orari di lavoro porta all'apertura di luoghi di raccolta per i bambini anche in età prescolastica. Le teorie froebeliane riconoscono al fanciullo il bisogno di movimento e l'attività ludica. Le stesse però si scontrano, in Italia, con la poca attenzione posta all'educazione religiosa cattolica. Nel 1872 Elena lascia definitivamente il marito per seguire i corsi e le scuole froebeliane attive in Germania.
Sempre nel 1872 Elena Raffalovich scrive e decide di sostenere le attività di Adolfo Pick che a Venezia ha fondato un giardino di infanzia froebeliano, ma si sta adoperando per aprire una scuola per la formazione di maestre giardiniere italiane in grado di diffondere più capillarmente il metodo in Italia. Elena si dichiara disponibile a finanziare il Pick per l'apertura di una scuola di formazione per maestre giardiniere ed un giardino d'infanzia annesso, ponendo però alcuni punti per lei sostanziali e fortemente progrediti per l'epoca:
1. il giardino dovrà accogliere bambini di tutte le classi sociali (e per questo propone al Pick borse di studio da assegnare segretamente alle famiglie dei bambini che non fossero in grado di pagare la retta).
2. il giardino dovrà essere aconfessionale e laico (i bambini che volessero fare catechismo potranno farlo ma esternamente alla scuola)

Elena inoltre, nel carteggio con Adolfo Pick, fa riferimento alla sua convinzione che è attraverso le donne del popolo che il nuovo potrà avanzare poiché è convinta che esse non siano, a differenza della borghesia, legate a false ideologie preconcette ma al bisogno pratico e dinamico dell'educazione dei propri figli.

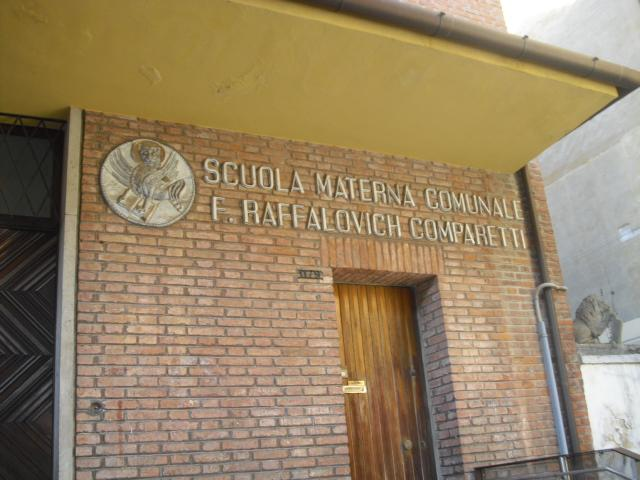
La scuola materna tutt'oggi esistente a Venezia

Tutt'oggi la scuola esiste a Venezia ed è a lei dedicata.
Tornata a Firenze nel 1917 alloggia nella casa dei nipoti e vi muore il 29 novembre 1918. Era sopravvissuta alla figlia Laura e al genero Luigi Adriano Milani (da loro nacque Albano, padre di don Lorenzo Milani)